# Ривз, Россер
Россер Ривз (англ. Rosser Reeves); 10 сентября 1910 — 24 января 1984) — американский копирайтер и рекламист, один из «столпов» рекламной теории и практики, автор стратегии уникального торгового предложения, а также многих знаменитых рекламных образов и слоганов: M&M’s («Тают во рту, а не в руках»), Colgate, Anacin и пр.
Ривз, наверное, самый знаменитый «ученик» Клода Хопкинса. Взгляды самого Ривза оказали мощное влияние на развитие Дэвида Огилви как рекламиста. После приезда в США и знакомства с Р. Ривзом (а также женитьбы на сестре супруги Ривза), Огилви решил навсегда остаться работать за океаном.
Свои взгляды и принципы Ривз изложил в книге «Реальность в рекламе» («Reality in Advertising»). Как приверженец «жёстких продаж», он считал, что реклама должна не развлекать аудиторию, а продавать товар, что она должна сразу захватывать внимание потребителя одним, но сильным предложением, которое конкуренты не могут (или не догадались раньше) сделать и которое мотивировало бы аудиторию на действие.
Россер Ривз стал одним из основоположников «креативной революции» в рекламе в 1960-е годы. Его рекламные идеи созданы на основе лозунга, гласящего, что «купив данный продукт, вы получите вот такую выгоду», это и есть УТП. По мнению ряда исследователей, рекламе Ривза не хватало искусства, однако идеи и техники, разработанные им, применяются и по сей день. Настоящую известность ему принесли телевизионные ролики и политическая реклама.

## «Кем суждено, тем и будешь»
Рекламист родился в 1910-м году в штате Вирджиния. Также, как и у Уильяма Бернбаха, его юность выпала на времена Великой Депрессии, которая особенно сильно повлияла на США. Молодой Ривз попытался получить диплом химика в местном университете, но из-за ДТП, которое он совершил в нетрезвом виде на машине друга, был исключён. Но на этом неприятности копирайтера заканчиваются, перед инцидентом он выиграл общегосударственный конкурс по химии и получил приз $100.
Победу юному Ривзу принесло эссе, которое он назвал «Лучшая жизнь через химию». В отличие от других студентов, будущий рекламист вёл праздный образ жизни, но это не помешало ему достичь цели. Полученные деньги помогли ему переехать в Ричмонд, где он смог устроиться в банк.
Но Ривза ожидало разочарование: он не справлялся с обязанностями бухгалтера. Зато рекламист отличался красноречивостью, что и вызвало интерес к рекламному делу. Так будущий копирайтер нашёл своё призвание, начав с работы в газете.
Прежде чем он примкнул к только что открывшемуся агентству Тэда Бейтса, он успел попробовать свои силы в нескольких рекламных организациях. Проработав в Ted Bates&Co 15 лет, в 1955 году, от вице-президента Ривз «дорос» до председателя правления.

## The Reality of Advertising («Реальность рекламы»)
Свою первую книгу The Reality of Advertising («Реальность рекламы») Россер Ривз написал в 1961 году. В ней, в частности, рассказывается о его открытии – УТП (USP, unique selling proposition). «Реклама есть искусство внедрения Уникального Торгового Предложения в сознание наибольшего числа людей при наименьших затратах», – утверждал Ривз и подчеркивал: «Как правило, из рекламы потребителю запоминается что-то одно — одно сильное заявление или одна сильная идея».
Со временем открытие Ривза приросло двумя не соответствующими действительности мифами.
Миф первый: «Во времена Ривза товары были уникальными, а сейчас все товары одинаковые, не имеющие УТП». В действительности же дело обстояло так. Сам Россер Ривз разделял истинное и ложное УТП. Истинное возможно, когда товар реально имеет некие характеристики, отличающие его от аналогов. А ложное УТП придумывается в случае, когда видимых преимуществ не существует. Есть легенда, что однажды к Ривзу пришел заказчик-скептик. Он положил на стол две 50-центовые монеты и попросил доказать, что одна лучше другой. И Ривз доказал.
Миф второй: «Концепция УТП устарела». На самом деле открытие Ривза с годами лишь подтверждает свою состоятельность. Сейчас большинство эффективных реклам построено на его основе.
Более полувека во всем мире популярен один из слоганов, созданных Россером Ривзом еще в 1954 году: «Тает во рту, а не в руках». Этот живучий слоган — классический пример прямого указания на преимущества.
В оригинале, помимо предъявления УТП, слоган еще и обыгрывает специфику нейма: «M&M’s. Melts in your mouth, not in your hands».

## Принципы уникального торгового предложения

### Уникальное торговое предложение состоит из 3 частей
- Любое рекламное объявление должно потребителю сделать какое-либо предложение. Это не должны быть просто слова или восхваление продукта, или же витринная реклама. Объявление должно быть адресовано каждому потребителю в отдельности.
- Предложение должно быть такое, какого конкуренты либо не могут дать, либо попросту не выдвигают. Оно должно быть уникально. Но это работает не всегда. Например, реклама одной зубной пасты утверждала в свое время: «Она выдавливается ровной лентой и аккуратно ложится на вашу щётку». Это предложение было уникальным. Но оно никак не побуждало потребителей, скорее всего, по причине того, что не сообщало им ничего существенного.
- Каждое предложение должно быть столь сильным, чтобы приводить в движение миллионы людей, то есть привлекать к потреблению вашего продукта все новых потребителей.

## Популярность в рекламной сфере
- Одной из самых удачных работ Ривза стала рекламная кампания драже «M&Ms» 1954 г: слоган «Melts in your mouth, not in your hands» («Тает во рту, а не в руках») полностью соответствовал концепции УТП. Несмотря на то, что таящий шоколад на самом деле не представляет проблемы для потребителей, рекламная кампания оказалась очень эффективной, и слоган использовался в более поздних кампаниях в качестве лейтмотива.
- Ривз был первым, кто использовал телевидение в политических кампаниях: в 1952 году он создал серию роликов в стиле кинохроники о военном прошлом кандидата в президенты от Республиканской партии Д. Эйзенхауэра. УТП звучало так: «Эйзенхауэр — человек мира» (на фоне вмешательства США в войну в Корее лозунг звучал убедительно).
- Ещё одна рекламная кампания Ривза, разработанная им для лекарственного препарата «Anacin» («Анацин») является одной из самых неоднозначных. «Anacin» был аналогом «Аспирина», поэтому сложно было представить преимущества, которых на самом деле не было. Ривз справился с задачей. В написанном им рекламном тексте звучало: «… Содержит специальные ингредиенты, которые быстро справляются с болью, быстро понижает давление, приносит скорое избавление от депрессии». Помимо текста, для рекламной кампании был написан джингл, который назывался «Fast, fast, fast relief» («Быстрое, быстрое, быстрое улучшение»). Обступившая потребителей со всех сторон рекламная кампания способствовала росту продаж.

Согласно концепции Ривза, в хорошей рекламе ничто не должно отвлекать потребителя от товара. Его подход используется и в настоящее время, хотя «псевдонаучность» эксплуатировалась рекламистами недолго.

## Ранний выход на пенсию
В 55 лет Ривз заявил, что уходит на заслуженный отдых. Этот поступок удивил окружение копирайтера, потому что многие успешные рекламисты занимались любимым делом и в преклонном возрасте. По мнению историков рекламы, Ривз ушёл на пенсию, потому что его подход к рекламе начал терять свою эффективность. Потребители стали придирчивыми к телевизионным роликам, простые и понятные объявления казались им скучными.
После выхода знаменитой рекламной кампании Уильяма Бернбаха «Think Small», в рекламном бизнесе состоялась креативная революция. Взгляды Ривза оказались неактуальными, поэтому он решил уйти на пенсию, хотя утверждал, что всегда планировал сделать это в 55 лет. В 1967 году рекламист создал корпорацию Tiderock. Он начал заниматься написанием и продвижениям статей в журналах, но гениальных объявлений больше не создавал.
Россер Ривз остался в истории рекламы как влиятельный копирайтер, который разработал собственные принципы и техники продаж. Его идеи до сих пор используются, в частности, необходимость формирования УТП. Он один из тех копирайтеров, которые создали теорию рекламы — все те принципы, методы и формулы, которым обучают на факультетах маркетинга и рекламы.